# Edificio de viviendas en el Paseo de Sagasta, 40 de Zaragoza

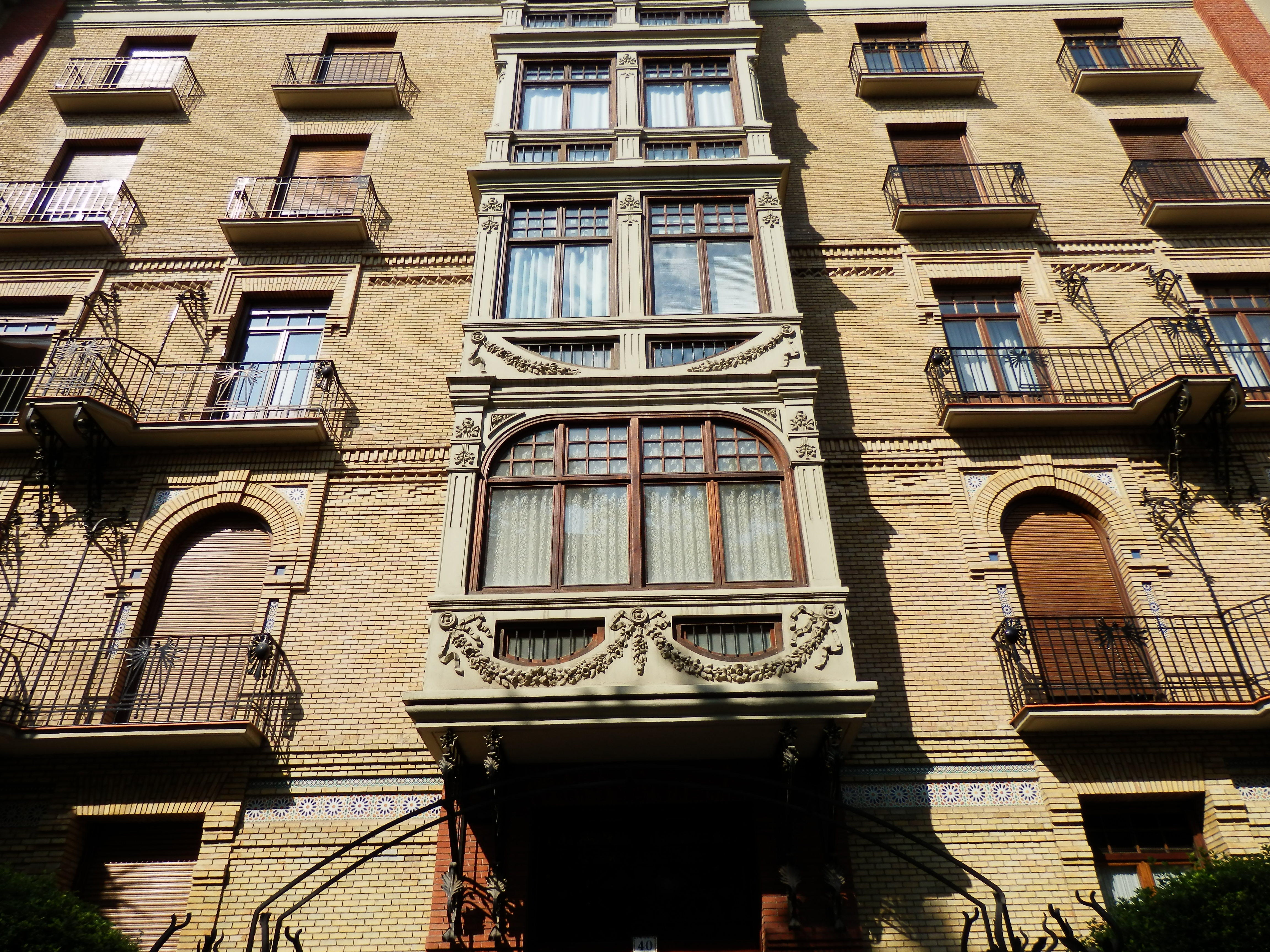
Edificio de viviendas del paseo de Sagasta, 40

El Edificio de viviendas del Paseo de Sagasta, 40, (Zaragoza) es un edificio proyectado por Luis de la Figuera en 1910 y construido en 1911 del que solo se conservan las fachadas. En las obras de 1983 a 1985 se elevó una planta más.
Es una obra de concepción eclecticista, con decoración modernista de carácter floral ejecutada en cemento moldeado.
Forma parte de los BIC de la provincia de Zaragoza. 
Fue declarado BIC el 19 de febrero de 2002 con el identificador RI-51-0010964.

## Características
Ocupa una enorme parcela rectangular y consta de 6 plantas: bajo, entresuelo, 4 plantas y ático de nueva construcción en 1983.
Las dos fachadas principales tienen una composición simétrica. Están construidas en ladrillo visto con miradores y elementos ornamentales de ladrillo, completados con otros (aplicaciones cerámicas, etc.) que permiten una agradable combinación cromática.
Los miradores constituyen tres volúmenes diferenciados, con abundante decoración floral en forma de guirnalda, entre los que se abren ejes de vanos abalconados, en arco de medio punto en la planta primera.
Un alero un tanto complejo remata la fachada, siendo de iguales características la secundaria pero solo con dos cuerpos de miradores.

## Galería de imágenes

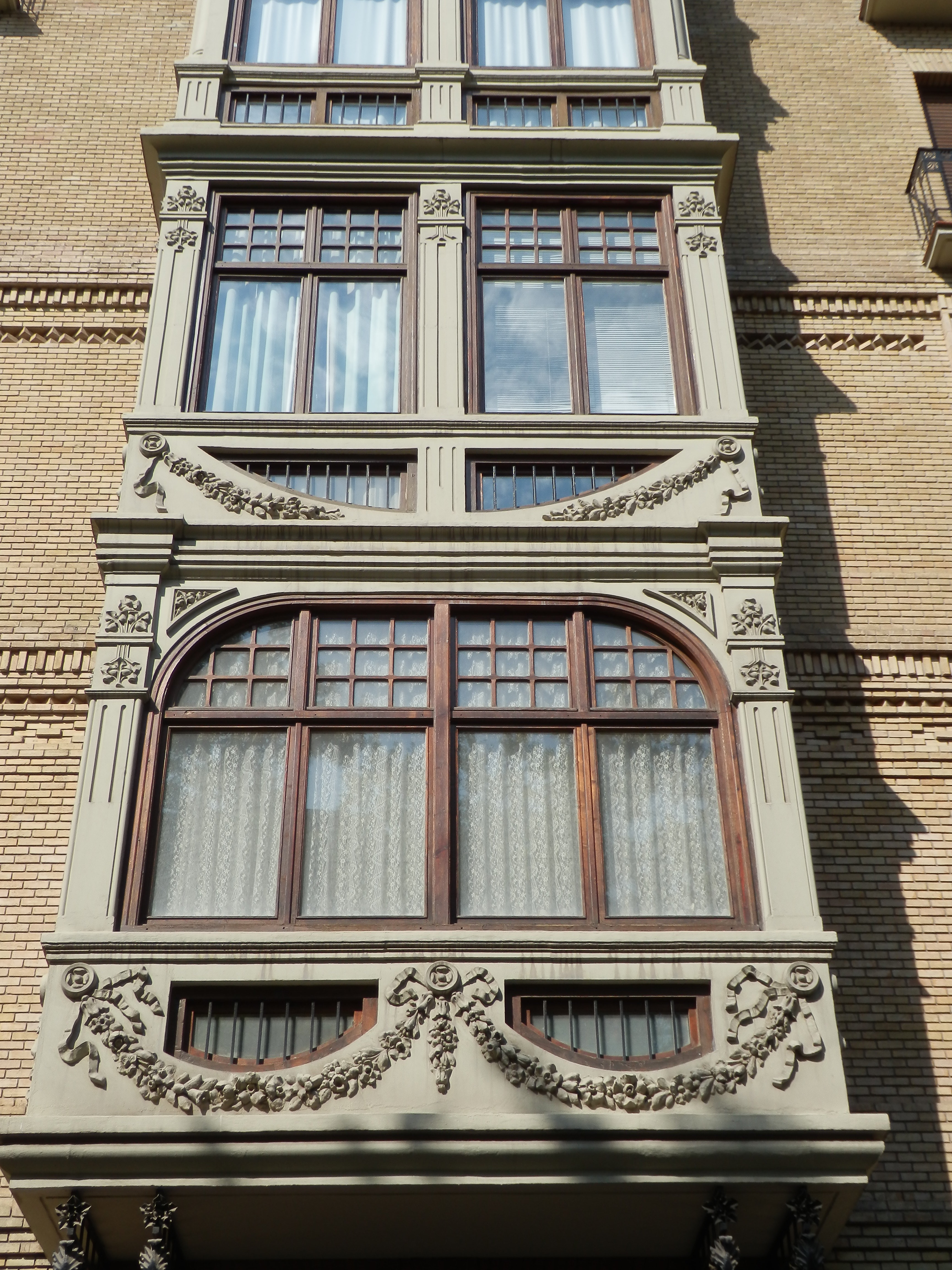
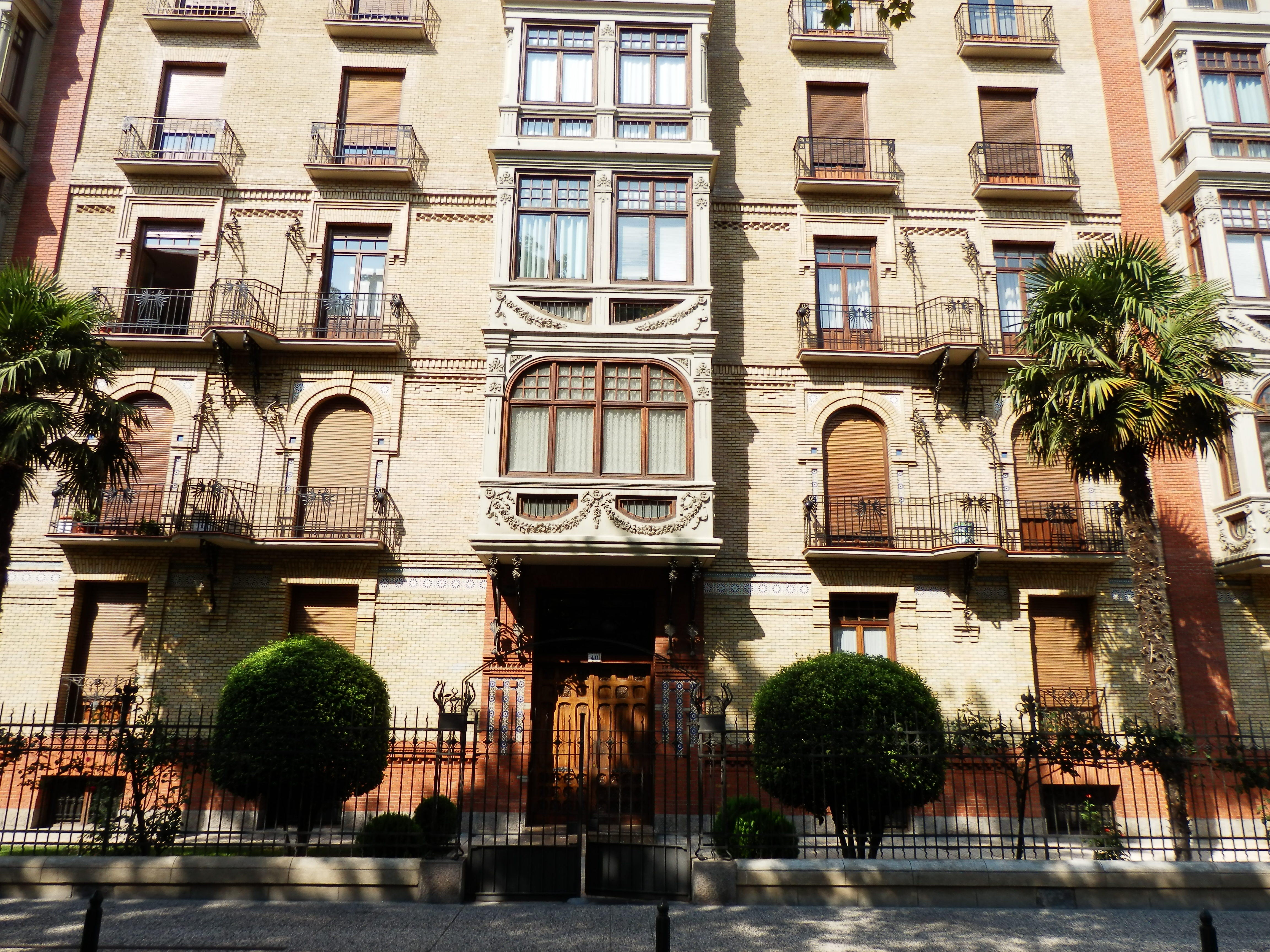
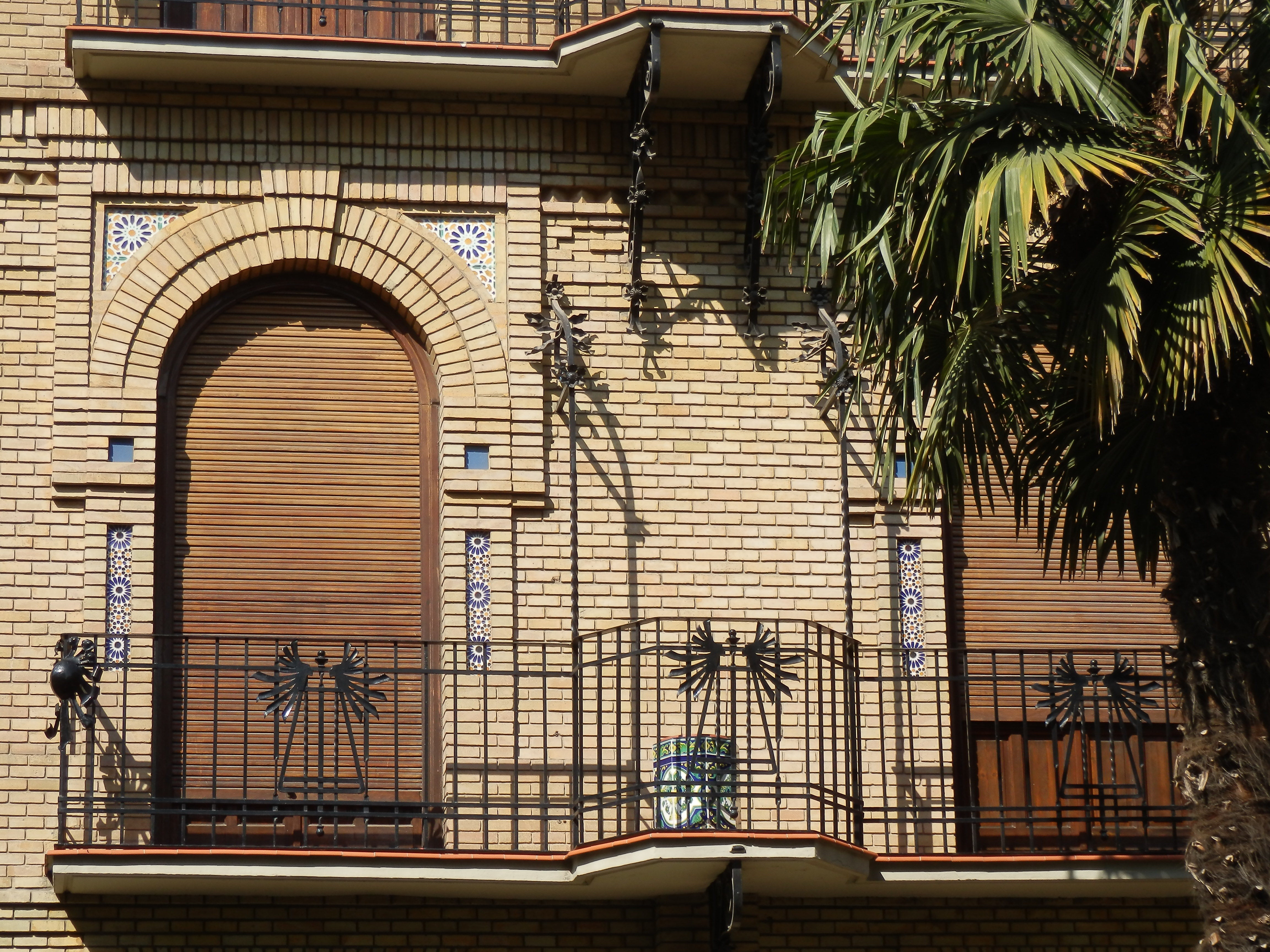
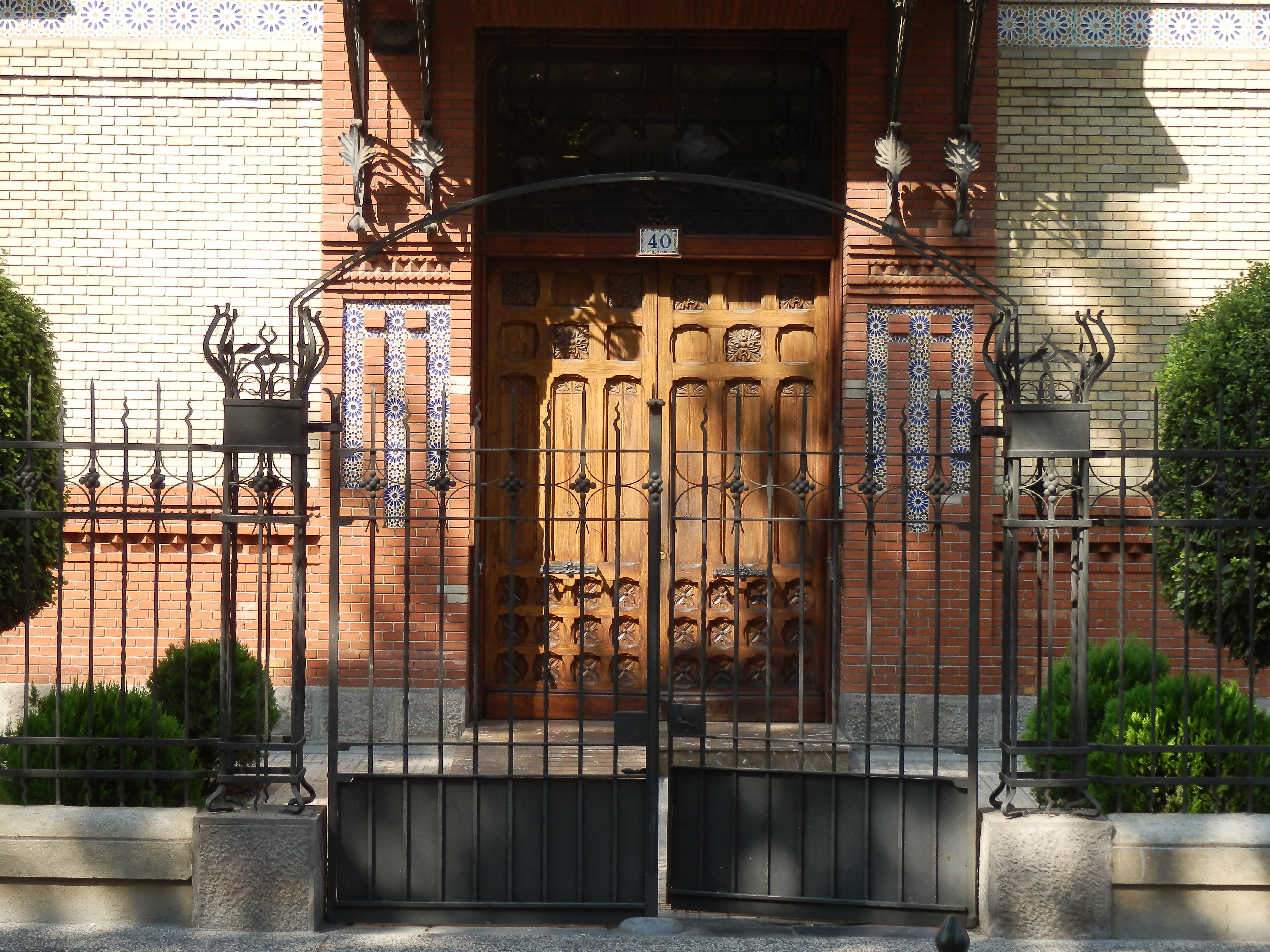
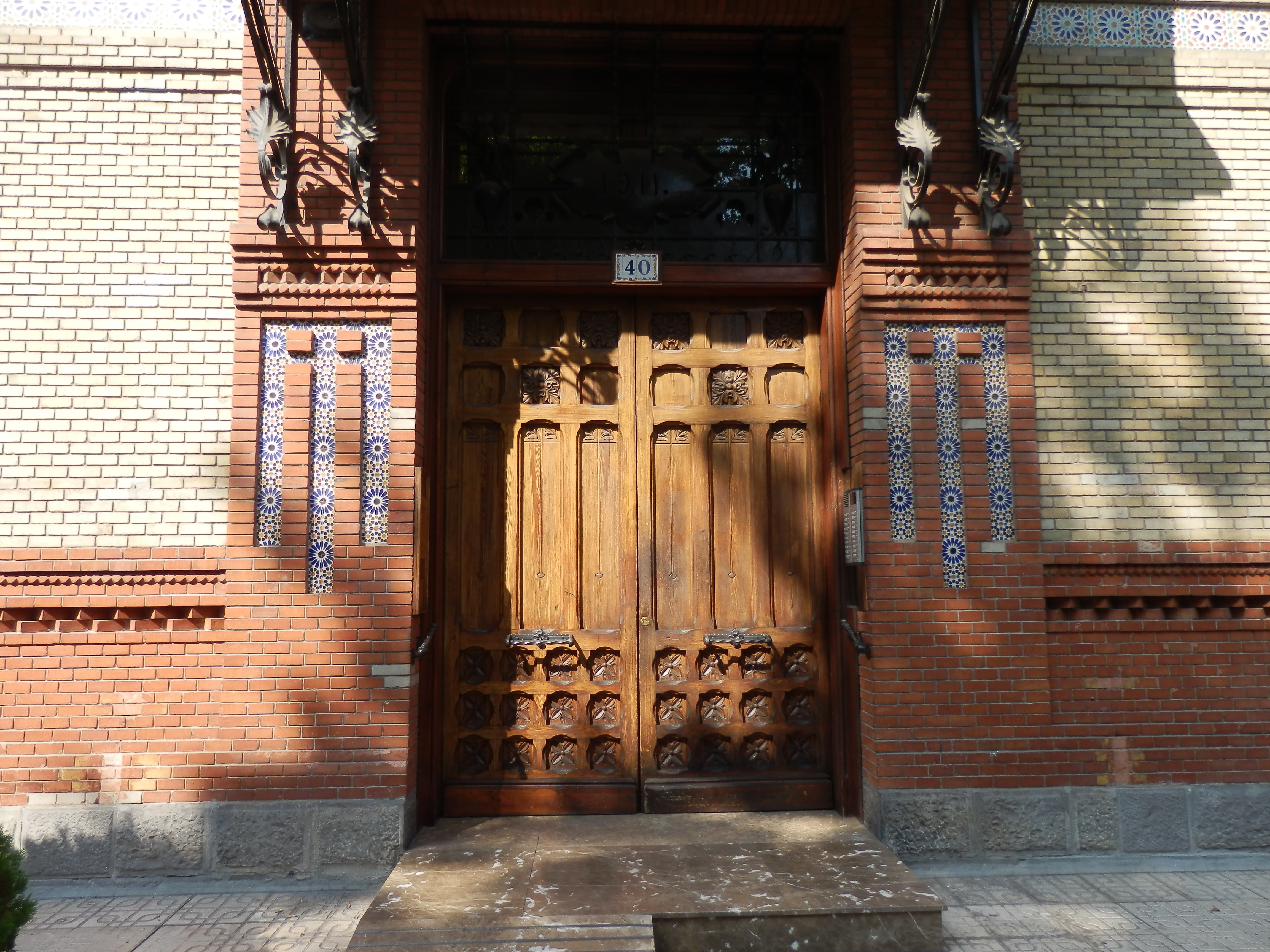
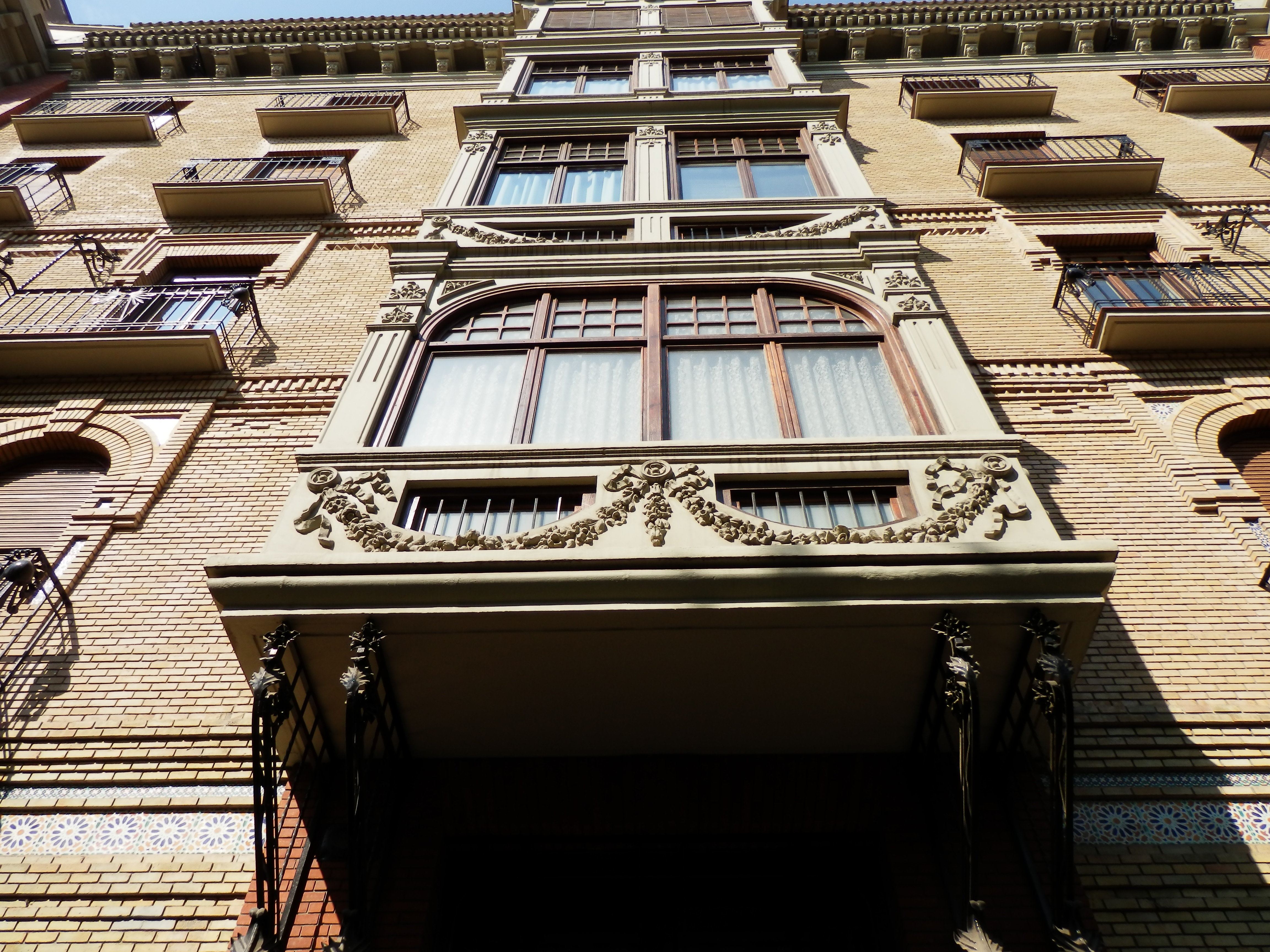
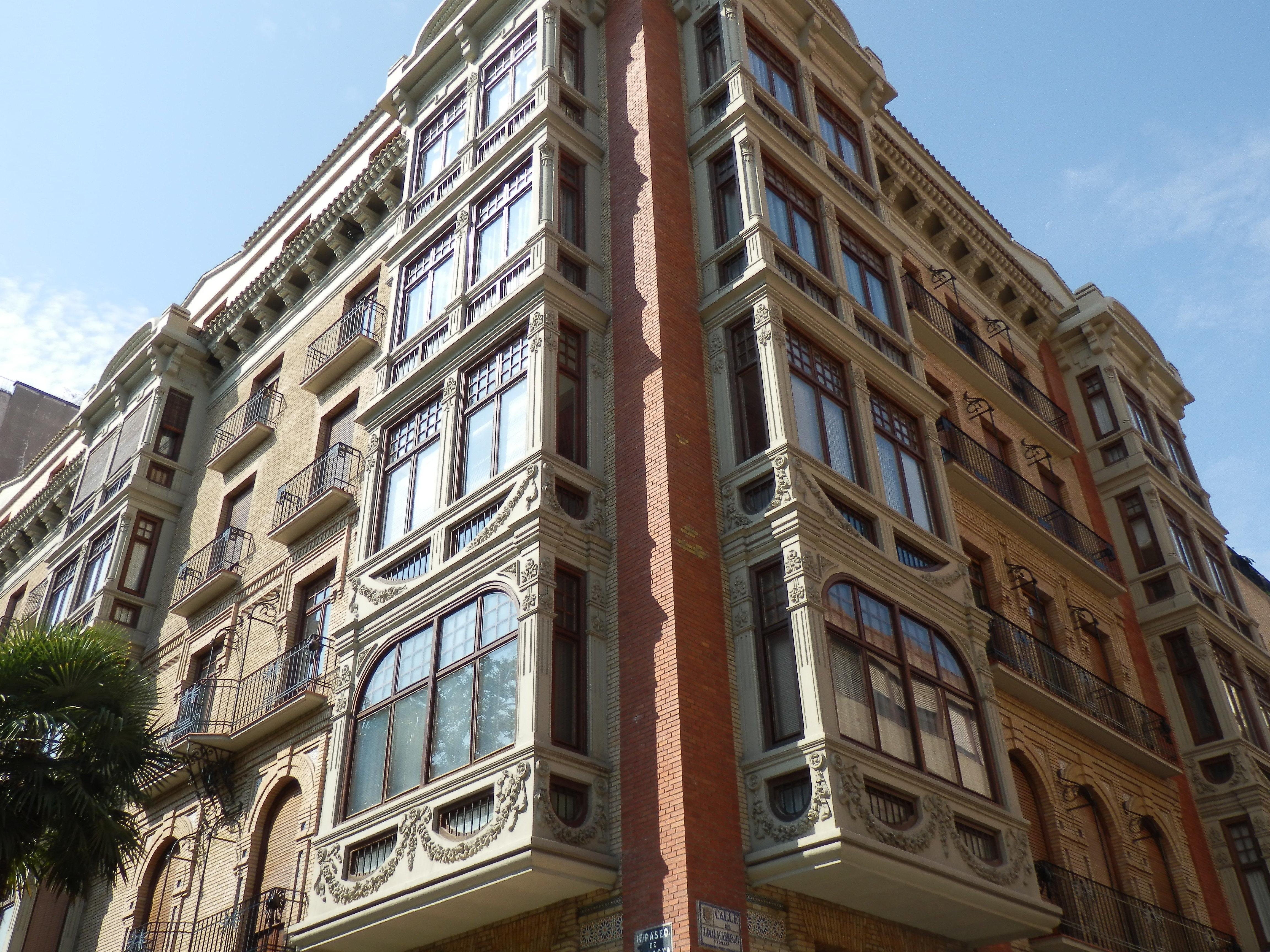
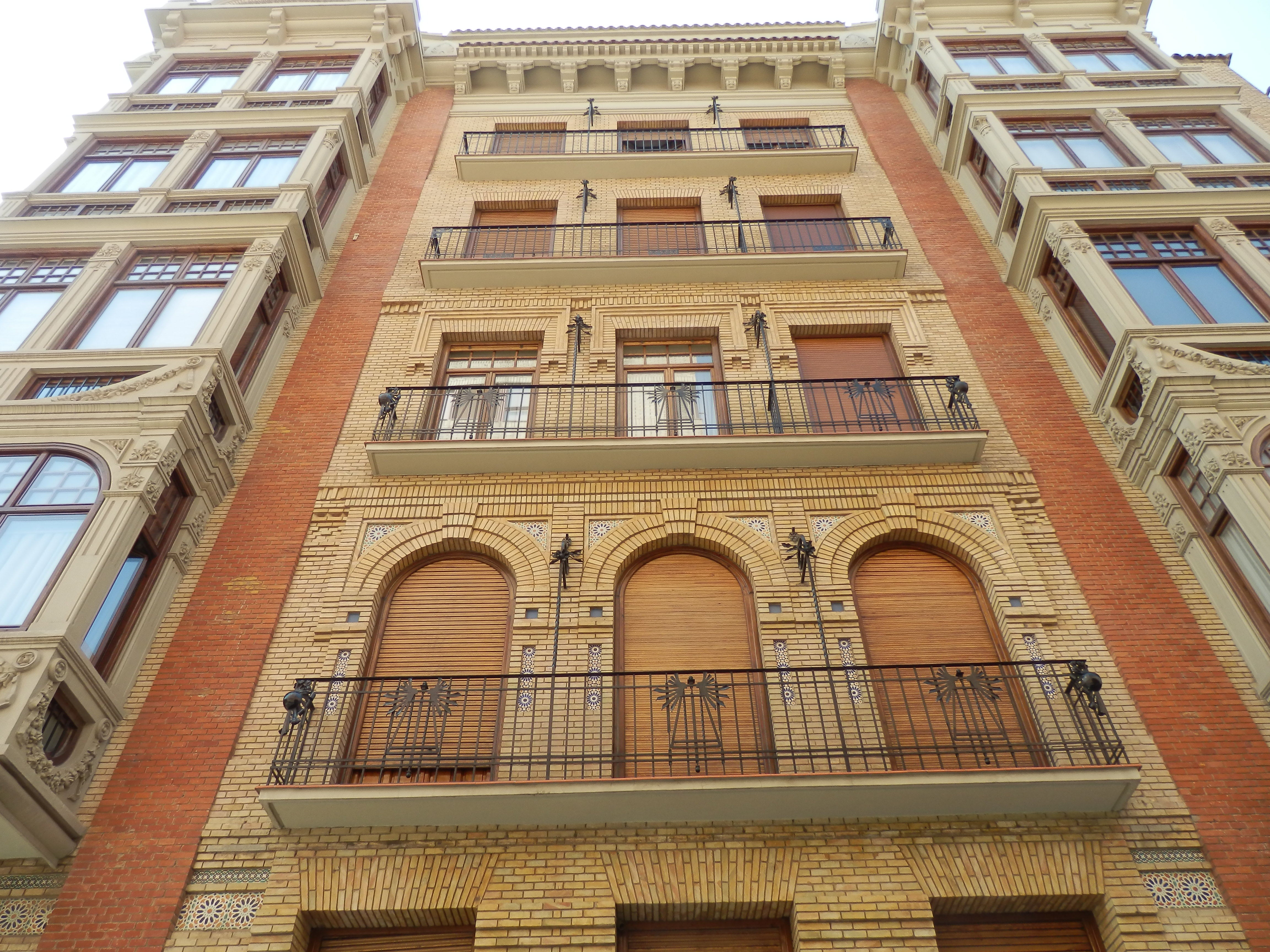